# Évangéliaire d'Ebbon

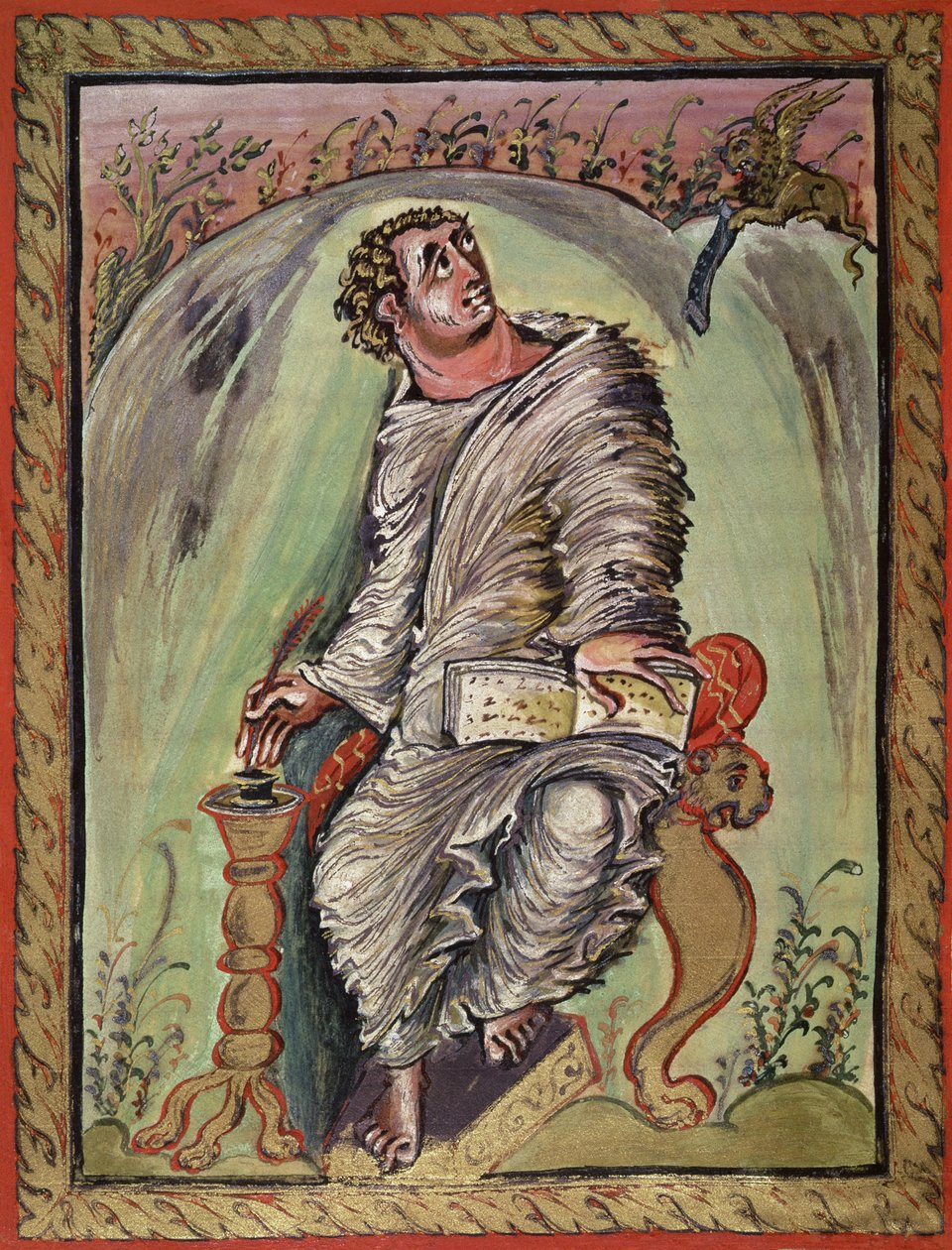
Marc dans l'Évangéliaire d'Ebbon (Figurine au trait en couleur).

L'Évangéliaire d'Ebbon est un manuscrit enluminé du IXe siècle (entre 816 et 823) qui contient les quatre évangiles. Commandité par Ebbon, archevêque de Reims, le manuscrit est préservé à la bibliothèque municipale d'Épernay [Ms 1]. 

## Description

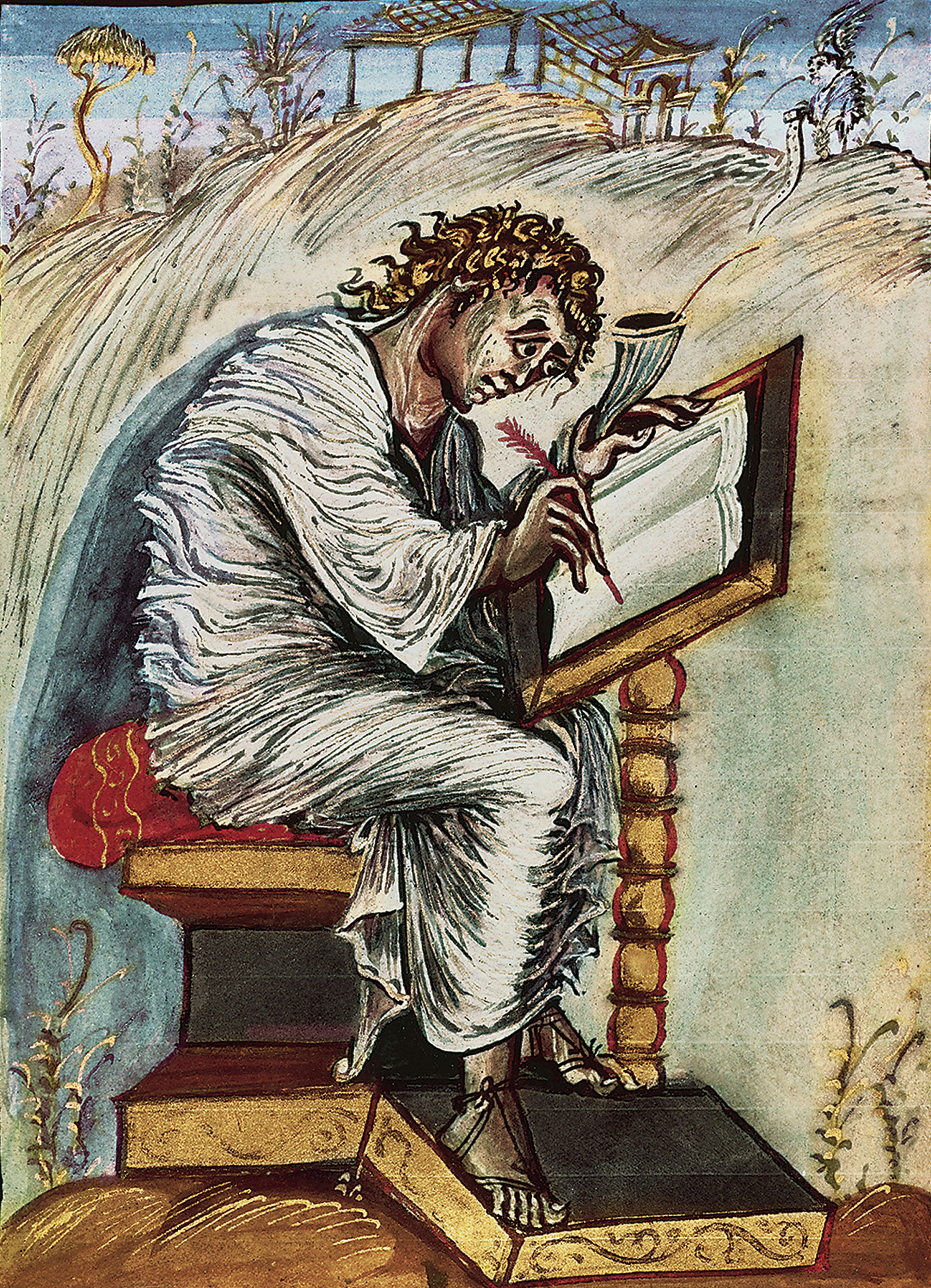
Saint Matthieu.

Les moines artistes de l'abbaye Saint-Pierre d'Hautvillers illustrèrent l'évangéliaire de représentations des quatre évangélistes : chaque fois une page entière. Comme le voulait le goût artistique de l’époque, le premier mot, ou première lettre, de chaque évangile est richement enluminé. 
Les traits des évangélistes révèlent une force et une passion quasi « électrique », fort neuves dans l’art carolingien. Les coups de pinceaux sont rapides, frais et vibrants, évoquant une inspiration et une énergie inconnues dans les formes d'art méditerranéennes. 
Cette inspiration nouvelle des arts méditerranées est atypique, tout droit issue d'un évangéliaire antérieur : l'Évangéliaire du couronnement de Vienne, exécuté aux alentours par des artistes proches de l'enluminure byzantine. Ce dernier est l'aboutissement tardif de la tradition hellénistique. En effet, les ressemblances sont dès lors frappantes : les deux évangéliaires se limitent aux représentations des quatre évangélistes de façon réaliste, héritée des modèles de l'antiquité, le tout dans un cadre naturaliste. 
Encre or et couleurs sur vélin, 10 1/4" x 8 3/16".